# Lady Macbeth
Lady Macbeth è un personaggio immaginario teatrale ideato dal drammaturgo William Shakespeare. È la protagonista femminile della più breve tragedia shakespeariana, il Macbeth. La regina Gruoch di Scozia fu il modello per il personaggio. La sua prima apparizione avviene nella quinta scena del primo atto.

## Caratteristiche
Lady Macbeth appare in scena per la prima volta leggendo una lettera del marito, il protagonista Macbeth, che la informa dell'apparizione delle streghe che lo hanno indicato come futuro re di Scozia. Già dalle prime battute si capisce come la donna sia assetata di potere e desiderosa della conquista di un'ambita posizione sociale: conscia del fatto che Macbeth possiede una morale, afferma:
It is too full o' the milk of human kindness

To catch the nearest way: thou wouldst be great;

Art not without ambition, but without

The illness should attend it: what thou wouldst highly,

That wouldst thou holily; wouldst not play false,

And yet wouldst wrongly win: [...] Hie thee hither,

That I may pour my spirits in thine ear;

And chastise with the valour of my tongue

All that impedes thee from the golden round,

Which fate and metaphysical aid doth seem

troppo latte d'umana tenerezza

ci scorre, perché tu sappia seguire

la via più breve. Brama d'esser grande

tu l'hai e l'ambizione non ti manca;

ma ti manca purtroppo la perfidia

che a quella si dovrebbe accompagnare.

Quello che brami tanto ardentemente

tu vorresti ottenerlo santamente:

non sei disposto a giocare di falso,

eppur vorresti vincere col torto. [...]

Ma affrettati a tornare,

ch'io possa riversarti nelle orecchie

i demoni che ho dentro,

e con l'intrepidezza della lingua

cacciar via a frustate

ogni intralcio tra te e quel cerchio d'oro

onde il destino e un sovrumano aiuto

ti voglion, come sembra, incoronato.»
(W. Shakespeare, Macbeth, Atto I, scena V, traduzione di Goffredo Raponi.)

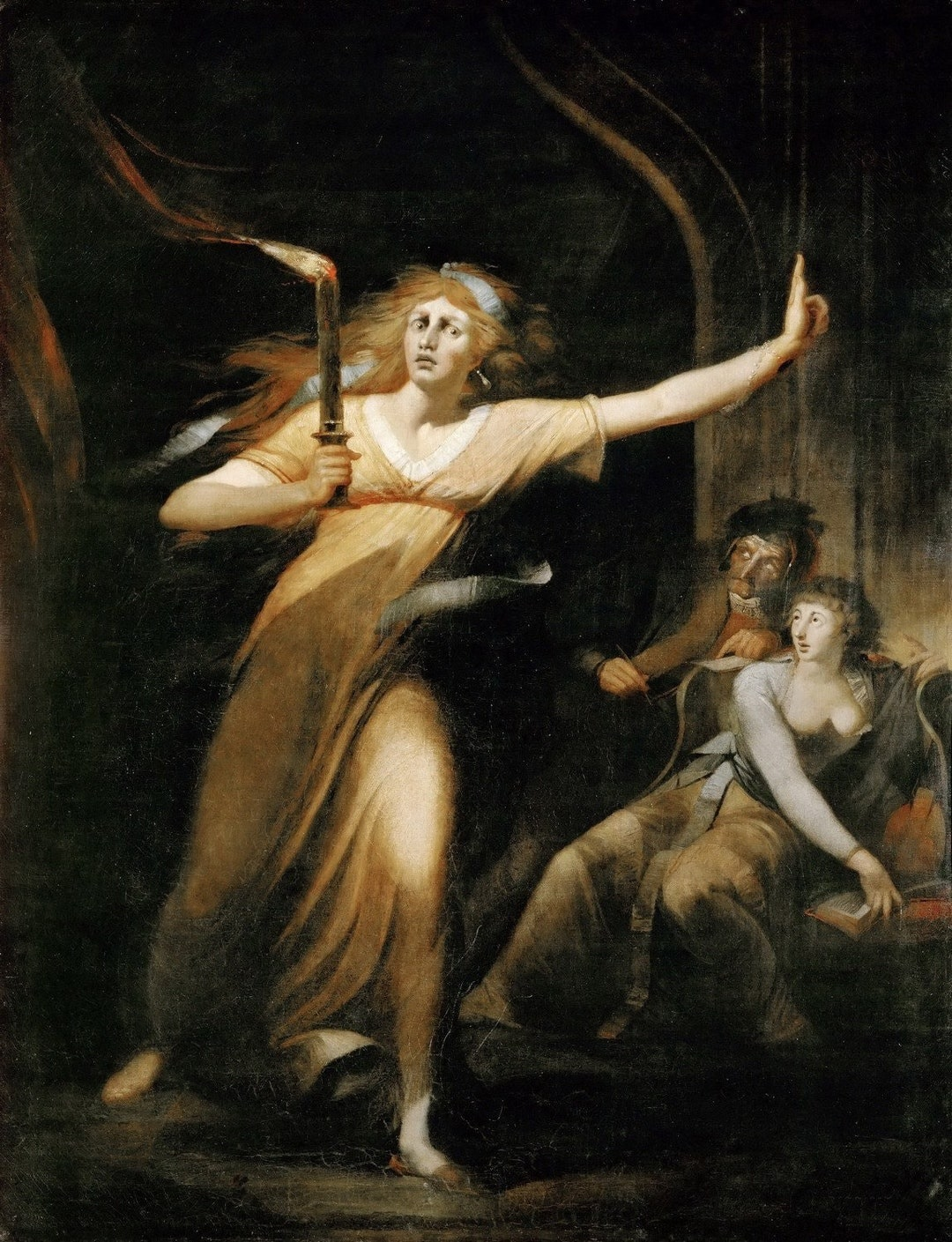
Una delle scene più celebri della tragedia, la camminata notturna di Lady Macbeth, vista da Johann Heinrich Füssli.

Lady Macbeth è, infatti, colei che spinge l'uomo a macchiarsi le mani e la coscienza pur di ottenere ciò che lo farà divenire re. Su ordine suo viene ucciso Duncan re di Scozia, cosa che lascia Macbeth talmente scosso da dover far sì che la donna prenda il comando degli eventi. Nonostante i continui richiami alla crudeltà che ella stessa fa, Shakespeare si astiene dal tratteggiarla psicologicamente in maniera definita: ciò rende il ruolo della lady nera uno dei più complicati da interpretare a teatro.

## Nell'arte
La sua figura ha ispirato lo scrittore Nikolaj Leskov che ha dato il nome del personaggio alla sua novella Una Lady Macbeth del distretto di Mcensk: da questa il compositore Dmitrij Šostakovič ha tratto l'omonima opera tra il 1930 ed il 1932. Per quanto non vi sia nel testo nessun riferimento diretto, i due ruoli femminili sono chiaramente simmetrici nell'avvicendamento delle trame.